# Manuel Jesús González González
Manuel Jesús González González (L'Entregu, Samartín del Rei Aurelio, 24 de març de 1941 - Madrid, 21 de setembre de 2011) fou un economista i polític asturià, acadèmic de la Reial Acadèmia de la Història.

## Biografia
Pertanyia a una família de petits empresaris i estudià amb els jesuïtes de Gijón. Es llicencià en ciències econòmiques en la Universitat Complutense de Madrid i va aprovar les oposicions de Tècnic Comercial i Economista de l'Estat. Aleshores va treballar en el Plan de Desarrollo a les ordres de Fabià Estapé, però degut a la influència de Pedro Schwartz Girón, es dedicà a la docència. El 1979 va ocupar la càtedra d'Història del Pensament Econòmic a la Universitat Autònoma de Madrid i el 1982 a la Universitat d'Oviedo.
Políticament va militar inicialment en la Joventut Obrera Catòlica, i va simpatitzar amb el PSOE (Felipe González va dormir una vegada a casa seva). Després va ingressar a la Unió Liberal de Pedro Schwartz, de la que en fou vicesecretari general. El 1990 fou Catedràtic d'Història del Pensament Econòmic a la Universitat Nacional d'Educació a Distància. Va ser Secretari d'Estat d'Universitats, Recerca i Desenvolupament, en el Ministeri d'Educació i Cultura, durant el període 1997-1999. En 2003 fou comissari de l'Exposició Campomanes y su tiempo i ingressà com a acadèmic a la Reial Acadèmia de la Història. El 28 d'abril de 2005 fou nomenat president de la Cambra de Comptes de la Comunitat de Madrid.
També va ser membre habitual del jurat de Ciències Socials dels Premis Príncep d'Astúries. Va rebre el premi Lliure Empresa de la Fundació del Pino, el Premi de Periodisme 2007 d'El Correo i la Gran Creu de l'Orde d'Isabel la Catòlica.

## Obres
- La economía política del franquismo (Tecnos, Madrid, 1979).
- La Universidad del siglo XXI: libertad, competencia y calidad (Madrid, Círculo de Empresarios, 1999)